# Symposia umbrosa
Espèce
Symposia umbrosa est une espèce d'araignées aranéomorphes de la famille des Cybaeidae.

## Distribution
Cette espèce est endémique du Venezuela.

## Description
Le mâle décrit par Roth en 1967 mesure 3,0 mm et la femelle 3,0 mm.

## Publication originale
- Simon, 1898 : Description d'un nouveau genre sénoculé (Symposia) de la famille des agélénides (Arachn.). Bulletin de la Société entomologique de France, vol. 1898, p. 88-90 (texte intégral).